# Hugo Salmela
Hugo Salmela (n. 13 iunie 1884, Kivennapa⁠(d), Marele Principat al Finlandei, Imperiul Rus – d. 28 martie 1918, Tampere, Finlanda) a fost unul din conducătorii Gărzilor Roșii în timpul Războiului civil din Finlanda.
A murit în timpul asediului orașului Tampere, ca urmare a unui bombardament de artilerie.
1. ↑   https://www.blf.fi/artikel.php?id=7833 Lipsește sau este vid: |title= (ajutor)